# Тангі (село)
Тангі́ (рос. Танги) — село (колишнє селище) у складі Александровськ-Сахалінського району Хабаровського краю, Росія.

## Населення
Населення — 156 осіб (2010; 352 у 2002).
Національний склад (станом на 2002 рік):
- росіяни — 85 %